# Верблюжі перегони

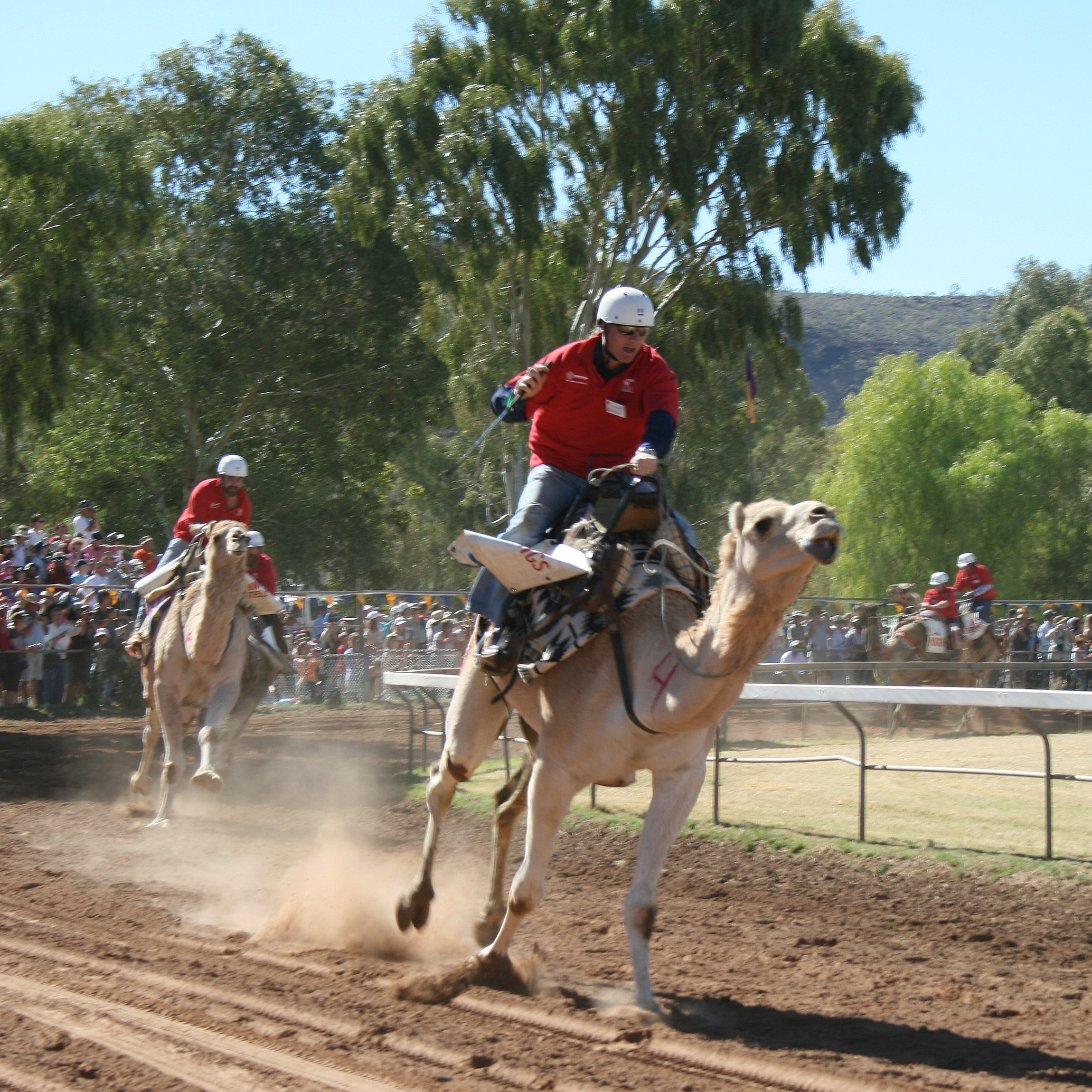
Перегони на верблюдах в Австралії

Перегони на верблюдах — вид спорту, поширений на території Пакистану, Саудівської Аравії, Єгипту, Бахрейну, Йорданії, Катару, Об'єднаних Арабських Еміратів, Оману, Австралії і Монголії. Для перегонів використовуються дромедари (одногорбі верблюди); в деяких арабських країнах виводяться спеціальні породи й існують особливі центри для підготовки перегонних верблюдів. До середини XX століття перегони на верблюдах мали поширення фактично тільки на Аравійському півострові, де відомі з VII століття, але згодом стали популярні і в інших близькосхідних країнах і навіть за межами регіону. 
Професійні перегони на верблюдах є одночасно азартними перегонами, на яких роблять великі ставки, які привертають увагу туристів. Правила в залежності від конкретної країни і конкретного змагання можуть розрізнятися в плані довжини дистанції, числа учасників або, наприклад, віку та породи що допускаються до скачок верблюдів. Самці і самки верблюдів через різницю у вазі, як правило, не беруть участь в одних і тих же перегонах. 
Як жокеї на перегонах часто виступають неповнолітні, багато з яких роблять це з примусу і часто отримують травми під час змагань . У деяких арабських країнах (наприклад, в ОАЕ і Катарі) прийняті спеціальні закони, що забороняють використання дітей як наїзників верблюдів . 